# Guraidhoo

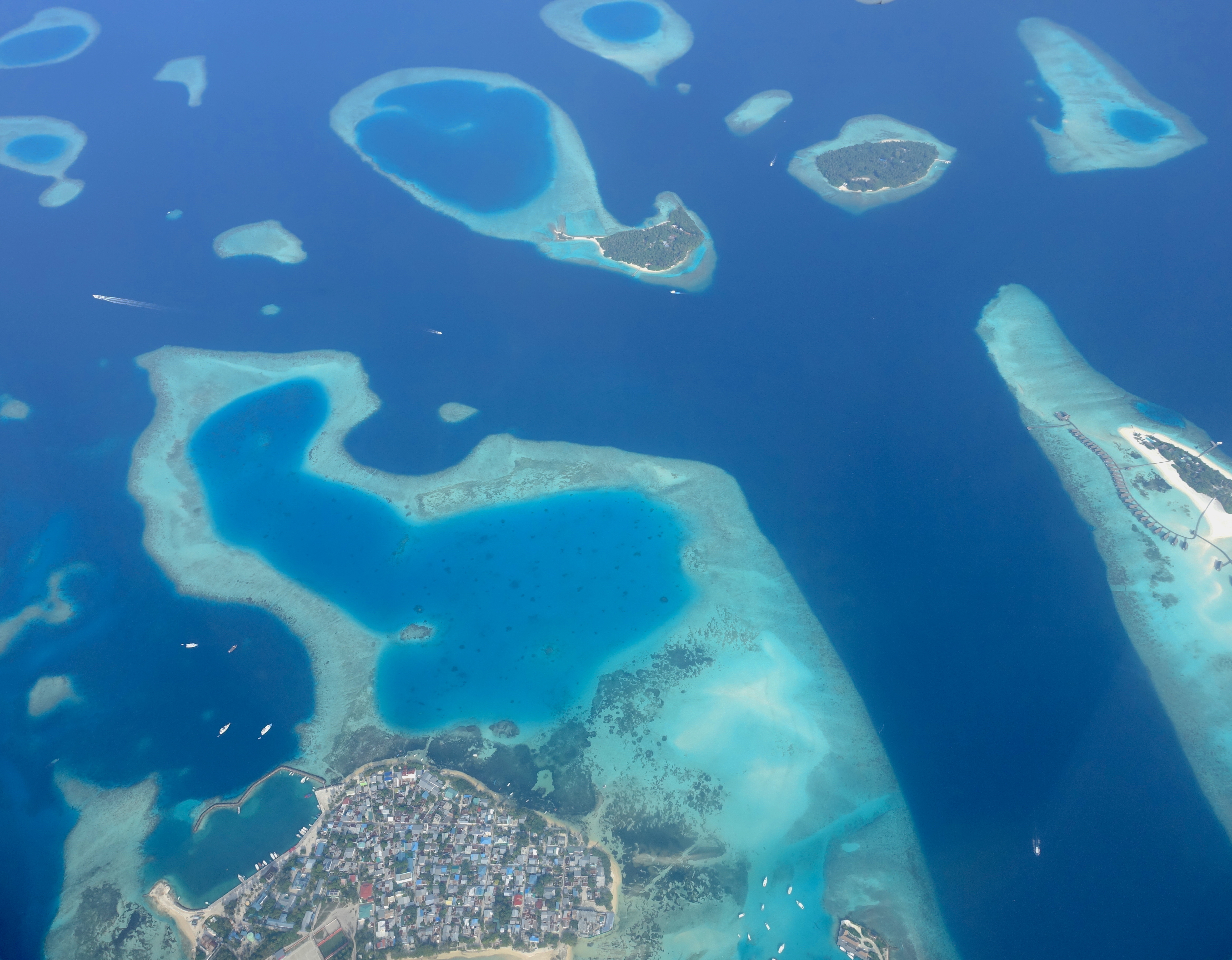
Guraidhoo, unten (2019)

Guraidhoo ist eine Insel des Süd-Malé-Atolls im Inselstaat Malediven in der Lakkadivensee (Indischer Ozean). Sie gehört zum Verwaltungsatoll Kaafu und hatte 2014 etwa 1580 Einwohner.

## Geographie
Die Insel liegt im Südosten des Atolls auf einer gemeinsamen Riffplattform mit der nahegelegenen Touristeninsel Kandoomafushi im Nordosten und dem direkt angrenzenden Inselchen Lhosfushi.